# ساعتلوی کوه
ساعتلوی کوه، روستایی از توابع بخش مرکزی شهرستان ارومیه استان آذربایجان غربی ایران است.

## جمعیت
این روستا در دهستان باراندوز قرار داشته و بر اساس سرشماری سال ۱۳۸۵ جمعیّت 620نفر (110خانوار)
بوده‌است.
زبان روستا به کوردی 
از دو  طایفه بزرگ ایل هرکی تشکیل شده است  
هرکی ماله قره رشی  
هرکی مام ابراهیم
بیشتر جمعیت این روستا از عشیر هرکی ماله قره رشی هستن